# 陰屍路 (第六季)
美國的恐怖喪屍電視劇《陰屍路》第六季於2015年10月11日在AMC首播，該劇改編自羅伯特·柯克曼、東尼·摩爾和查爾斯·埃蘭德共同繪製的同名漫畫，劇集由法蘭克·戴瑞邦開發，繼續由史考特·M·金普擔任節目統籌。此季延續上季結尾，劇情取自陰屍路漫畫中的的第78-100期之間的故事章節。
上半季的劇情採用非線性敘事方式進行，講述瑞克·格萊姆斯一行人住進亞歷山卓安全區後面對的種種危險，共同面對堪稱規模最大的行屍群體。後半季講述危機告終後，瑞克找到另外一個家園「山頂寨」，間接牽扯進他們和另一個強大團體「救世軍」之間的對抗戰。

## 角色

### 主要演員

#### 主演
- 安德魯·林肯 飾演 瑞克·格萊姆斯：金縣前任副警長，在團體和安全區中建立威信成為了領導者，是一個在殘忍心理中掙扎又想保護他的僅存的兩個孩子的父親。
- 諾曼·李杜斯 飾演 戴瑞·迪克森（英语：Daryl Dixon）：正邪并存的美國南方人，冷酷少言，打獵高手，在團體中擔任主要的弩弓獵人，瑞克最重要的幫手和戰友。
- 史蒂文·連 飾演 葛倫·瑞（英语：Glenn Rhee）：韓裔美國人，組群中行動最為敏捷，擅長逃走，經常擔當前線及搜索補給品等工作。
- 蘿倫·科漢 飾演 瑪姬·格林（英语：Maggie Greene）：葛倫的妻子，家中最堅強、強壯的一位，在遇到磨難時絕不會退縮，在家人全部遇難後成為唯一的倖存者。
- 錢德勒·里格斯 飾演 卡爾·格萊姆斯（英语：Carl Grimes）：瑞克的兒子，從小生活在一片行屍的世界中而身心受創，也在年齡增長的同時開始有了自己的想法。
- 達娜·古瑞拉 飾演 米瓊恩（英语：Michonne）：神秘劍客，手持日本武士刀，性格十分孤僻，但在見到瑞克與卡爾後開始走出孤獨、充滿希望。
- 梅莉莎·麥克布萊德 飾演 卡蘿·派勒提爾（英语：Carol Peletier）：族群的精神導師，曾經是家暴受害者，懦弱性格在種種磨難下變得聰明和堅強，在必要時可以痛下殺手。
- 麥可·庫立茲 飾演 亞伯拉罕·福特（英语：Abraham Ford）：前美軍士兵，凡事講究走一步算一步，在目睹家人慘死，甚至唯一的希望落空後，決定拋棄一切勇敢的活下去。
- 蘭尼·詹姆斯 飾演 摩根·瓊斯（英语：Morgan Jones (The Walking Dead)）：瑞克所遇到的第一位倖存者，家人喪生後經歷過很長時間的心理創傷，現在只求一個平靜的生活，對任何人都無法痛下殺手。
- 索妮瓜·馬丁-葛林 飾演 莎夏·威廉斯（英语：Sasha Williams (The Walking Dead)）：前消防員，原本個性活潑開朗，但自從失去哥哥與戀人後，陷入嚴重的心理創傷和情緒不穩定。

#### 其他主演
- 喬許·麥蒂米特（英语：Josh McDermitt） 飾演 尤金·波特（英语：Eugene Porter）：一個對生存一竅不通的高中物理老師，孤傲又偏心的知識份子，曾經偽裝成一名掌有病毒解藥的科學家，事後還是獲得原諒。
- 克莉絲汀·瑟拉圖絲 飾演 蘿西塔·埃斯皮諾薩（英语：Rosita Espinosa）：亞伯拉罕的女友，保護意識強，一個非常現實的樂觀主義者。
- 阿拉娜·麥斯特森（英语：Alanna Masterson） 飾演 塔拉·錢伯勒（英语：Tara Chambler）：瑞克組群的新成員，女同性戀，曾經跟過總督，也因為和瑪姬一樣是家族唯一倖存者而達成共識，和丹妮絲是戀人。
- 賽斯·吉利姆 飾演 蓋博瑞·史托克斯（英语：Gabriel Stokes (The Walking Dead)）：獨自隱居在森林中教堂的牧師，不但內心懦弱、又貪生怕死、對生存一竅不通下反而認為瑞克等人太過殘忍。
- 亞歷珊卓·布雷肯里奇  飾演 潔西·安德森（英语：Jessie Anderson (The Walking Dead)）：安全社區的女居民，曾經是理髮造型師，是瑞克的在意對象，曾經與她的虐待狂丈夫生活數年。
- 羅斯·馬奎德（英语：Ross Marquand） 飾演 亞倫（英语：Aaron (The Walking Dead)）：安全社區的外人召集員，前非政府組織（NGO）成員，男同性戀，一開始將瑞克等人招募進社區，並與戴瑞達成共識。
- 托娃·費德舒（英语：Tovah Feldshuh） 飾演 狄安娜·門羅（英语：Deanna Monroe）：安全社區的女領袖，前美國國會議員，在很短的時間裡連續失去大兒子和丈夫，因此放棄領導位置而將其讓給瑞克。
- 奥斯汀·尼可斯 飾演 史賓瑟·門羅（英语：Spencer Monroe）：狄安娜僅存的次子，獨自挑起家中的梁子，在社區裡擔任門衛。

### 次要角色

#### 亞歴山卓安全社區
- 梅里特·韦弗 飾演 丹妮絲·克萊伊德（Dr. Denise Cloyd）：安全區的醫師，接替死去皮特的工作，但由於缺少經驗而在關鍵情況下會不知所措，為女同性戀者，和塔拉是情侶。
- 奥斯汀·艾布拉姆斯 飾演 榮恩·安德森（Ron Anderson）：潔西的長子，比較向著父親皮特，由於不滿瑞克殺死他，而開始選擇敵視瑞克一行人、一意孤行。
- 梅傑·道森（英语：Major Dodson） 飾演 山姆·安德森（Sam Anderson）：潔西的次子，榮恩的弟弟，個性比較軟弱，每次受到委屈都會躲在一旁、或者去找卡蘿傾訴。
- 凱特琳·内肯 飾演 伊妮德（英语：Enid (The Walking Dead)）：美麗文靜的女孩，較為孤僻。
- 柯瑞·霍金斯 飾演 希斯（Heath）：安全區的資源搜集者，動作迅速敏捷。
- 傑森·道格拉斯（英语：Jason Douglas） 飾演 托賓（Tobin）：社區的工人，力氣大，一向為居民們做苦力活，一次膽小臨陣脫逃後卸任。
- 麥可·特雷諾（英语：Michael Traynor (actor)） 飾演 尼古拉斯（Nicholas）：社區的前任資源搜集者，一開始是個貪生怕死又自私的膽小鬼，但被葛倫寬恕後開始為自己的行為進行贖罪。
- 安·馬宏（英语：Ann Mahoney） 飾演 奧莉維亞（英语：Olivia (The Walking Dead)）：安全區的居民，食物庫和武器庫的管理員。
- 喬登·伍茲·羅賓森 飾演 艾瑞克·萊利（Eric Raleigh）：社區居民之一，亞倫的男友。
- 肯瑞克·格林 飾演 史考特（Scott）：安全社區的搜資者。
- 貝絲·金娜 飾演 安妮（Annie）：安全社區的搜資者。
- 道莉亞·利戈 飾演 法蘭馨（Francine）：托賓工程隊上的一份子。
- 伊森·安布利 飾演 卡特（Carter）：安全區的居民，幫助安全區修建過高牆，由於性格較為膽小，因此曾經質疑過瑞克。
- 曼蒂·克莉絲汀·克爾 飾演 芭芭拉（Barbara）：安全社區的居民，很早以前就住在社區裡。
- 泰德·哈克比 飾演 布魯斯（Bruce）：安全社區的居民。

#### 狼族
- 班奈狄克·塞繆爾（英语：Benedict Samuel） 飾演 歐文（Owen）：狼族暴徒團夥的領袖，是一個精神錯亂又貪得無厭的瘋子，會想盡辦法屠殺自己見到的任何人。
- 傑西·C·波伊德（英语：Jesse C. Boyd） 飾演 愛德華（Edward）：狼族的副領袖，同樣是精神錯亂的瘋子，起初跟歐文一起偷襲摩根卻被擊敗。

#### 山頂寨
- 湯姆·佩恩 飾演 保羅·「耶穌」·羅維亞（英语：Paul "Jesus" Monroe）：山頂寨的搜資者，為人熱心，身手矯健，無孔不入，擅長解開繩索。
- 山德·貝克利 飾演 葛雷格里（英语：Gregory (The Walking Dead)）：山頂寨的領袖，一個自私膽小、見利忘義、又裝腔作勢的伪君子，凡事只顧自己的利益，其他的一概不關心。
- R·基斯·哈里斯 飾演 哈蘭·卡森（Dr. Harlan Carson）：山頂寨的婦產科醫生，幫助瑪姬查看懷孕狀況。
- 凱倫·西瑟 飾演 伯蒂（Bertie）：山頂寨的居民。
- 傑瑞米·帕可 飾演 安迪（Andy）：山頂寨的居民，為瑞克一方提供救世軍的資料。
- 詹姆斯·陳（英语：James Chen） 飾演 凱爾（Kal）：山頂寨的門衛。
- 賈斯汀·科蘇連恩 飾演 伊森（Ethan）：山頂寨的戰士，弟弟被救世軍扣為人質。

#### 救世軍
- 傑佛瑞·狄恩·摩根 飾演 尼根（英语：Negan）：救世軍的領袖，一個氣勢洶洶、聰明過人、兇狠殘暴的嗜血暴君，讓所有人都畏懼三分。
- 奧斯汀·埃米利歐（英语：Austin Amelio） 飾演 德懷特（英语：Dwight (The Walking Dead)）：救世軍的一員，試圖帶家人逃離組織的時候和戴瑞交涉過，為了妻子可以做任何事。
- 史蒂芬·奧格 飾演 賽門（英语：Simon (The Walking Dead)）：救世軍的高層幹部，是尼根的左右手。
- 克莉絲汀·伊凡吉莉絲塔（英语：Christine Evangelista） 飾演 雪莉（Sherry）：德懷特的妻子，跟著丈夫一起逃離組織。
- 莉茲·E·摩根 飾演 蒂娜（Tina）：救世軍一員，雪莉的妹妹，患有糖尿病。
- 艾莉西亞·維特 飾演 寶拉（Paula）：救世軍的小隊長，在據點被瑞克攻下後挾持過卡蘿與瑪姬，性格與卡蘿存在相似點。
- 克里斯多福·巴瑞 飾演 巴德（Bud）：救世軍的小隊長，曾經率軍在半路上截住戴瑞、亞伯拉罕和薩莎。角色由演員親自命名。
- 史都華·葛利爾（英语：Stuart Greer） 飾演 羅曼（Roman）：救世軍一員，在半路上碰上卡蘿後遭她反擊，隨後開始獨自追殺她。

#### 其他
- 約翰·卡洛·林奇 飾演 伊斯特曼（Eastman）：摩根在外遇到過的倖存者，也是將他帶出過去陰影、教會他合氣道與信念的恩人。
- 丹尼爾·紐曼（英语：Daniel Newman (American actor)） 飾演 丹尼爾（Daniel）：來自於另一座家園的戰士，被瑞克和摩根在半路上遇見。

## 集數
| 總集數 | 集數 （季） | 標題                         | 導演            | 編劇                                                          | 首播日期       | 美國收視人數 （百萬） |
| --- | ----------- | ---------------------------- | --------------- | ------------------------------------------------------------- | -------------- | --------------------- |
| 68 | 1           | 重新來過 First Time Again    | 葛雷格·尼可泰羅 | 史考特·M·金普 & 麥修·尼格特                                   | 2015年10月11日 | 14.63                 |
| 瑞克槍決皮特後與老友摩根重逢，社區居民從此認清殘酷的現實，塔拉從昏迷中恢復清醒，葛倫陪尼古拉斯互相扶持回去後，對大部分人隱瞞在外經過。瑞克出去埋皮特遺體時，發現為數幾萬的行屍聚集在一座採石場中，裡面困有來自附近地區的絕大多數行屍，得以讓社區安寧到現在。瑞克注意到採石場出口一旦敞開，會讓所有行屍朝社區的方向蜂擁而至，於是對全體居民建議將所有行屍釋出、靠設置障礙改變屍群的前進方向。一名對瑞克的舉止產生恐慌的居民卡特，試圖串通部分居民來罷免瑞克，而對話被尤金偷聽到後甚至打算殺他滅口。瑞克抓到卡特現行後，對他稍微動一下粗以示警告。自責的狄安娜帶頭遵從瑞克的安排，居民們開始在指定的十字路口修建讓屍群改道的鐵牆。尼古拉斯決心為自己的行徑贖罪，遵從葛倫的一切命令。計畫實施的前一天，瑞克召集所有自願者在採石場前集合，打算為隔天的行動進行彩排。但人算不如天算，山石崩塌導致山頂的出口敞開，行屍大量湧出逼迫瑞克下令立即行動。戴瑞、莎夏與亞伯拉罕分別將屍群慢慢引到指定的十字路口，其他人到各自的地點去放信號彈、清除障礙。卡特在森林中不慎被一隻行屍咬破臉，瑞克為了制止他慘叫而被迫殺死他。正當計畫進行一切順利時，社區方向突然傳來原因不明的車喇叭聲，導致大半行屍開始偏離主幹道走向社區。 |             |                              |                 |                                                               |                |                       |
| 69 | 2           | 只管活下去 JSS               | 珍妮佛·林區     | 賽斯·霍夫曼                                                   | 2015年10月18日 | 12.18                 |
| 就在瑞克一行人進行計畫的同時，十幾名狼族暴徒突襲安全區，闖進去進行掠奪、屠殺，卡蘿殺死一名暴徒後換上其服飾而混在其中反擊。駐守教堂鐘塔的史賓瑟看到一輛貨車即將撞向社區，對駕駛座開槍雖讓貨車偏離道路，但也導致貨車在衝撞教堂後觸發喇叭，直接對瑞克一方的行動造成干擾。摩根搶先回到安全區，以精湛的棍法將部分暴徒打趴，然而過程中以不殺生的形式想辦法勸諭敵人離開。卡爾與伊妮德躲在一起時開搶救下被追殺的榮恩，榮恩在看到伊妮德與卡爾在一起後，還是因為想不開而選擇靠自己。潔西與山姆躲在房間中時發現房子遭一名女暴徒闖入，潔西為了自保而鼓起勇氣拿剪髮剪刀刺死她。就在居民們開始同心協力反擊時，摩根重逢自己在野外遇到的金髮暴徒，恐嚇他立刻離開，而該男子深知敵不過而在走前留下一句「我們無從選擇」，隨即剩餘的四名暴徒撤離。摩根緊接著在巡邏房子時再度重逢自己遇過的長髮暴徒，最後以木棍將他打昏後藏起來。亞倫在一具暴徒屍體上找到自己當初掉在貨車廣場的背包，頓時發現是自己的失誤引狼入室。卡爾回去發現伊妮德早已離開，在房間中找到她留下的一張告別紙條，而紙上寫著伊妮德在失去父母、在外生存的所學到的座右銘：「只管活下去」（Just Survive Somehow）。                                                                         |             |                              |                 |                                                               |                |                       |
| 70 | 3           | 謝謝 Thank You               | 麥可·斯洛維斯   | 安潔拉·姜                                                     | 2015年10月25日 | 13.14                 |
| 喇叭聲造成計畫完全失控，大半行屍開始往社區行走，瑞克命令戴瑞他們繼續引導留在主幹道上的屍群，命令米瓊恩帶其他人撤回去，而他會試著將偏離的屍群引回路線。在折返的路上，有些人因為心生恐懼而在半路上開溜，而剩下的人由於受傷、精疲力竭，只好跑到最近的小鎮上尋找補給。尼古拉斯發現該處就是他當初臨陣脫逃的地方；葛倫提議以放火燒樓引開屍群，於是和尼古拉斯合作出去放火，其他人則是留在一個寵物店中休息。然而，行屍群沒用幾分鐘就走到小鎮，隊員安妮和大衛在逃跑過程中由於受傷而雙雙被行屍群吞噬，最後只剩下米瓊恩、希斯和史考特成功跑回安全區。葛倫和尼古拉斯跑到小鎮另一頭發現根本無處放火，也剛好屍群夾擊而逼到小巷中的垃圾箱上方。面對滿坑滿谷的行屍，尼古拉斯瞬間被眼前的情況嚇到失去心智，為了答謝葛倫寬恕過他一命，對他說完一聲「謝謝」後舉槍自盡；尼古拉斯卻在自殺倒下時，將葛倫也一併帶下去，兩個人雙雙跌進群體中。瑞克回到十字路口開回房車，聯絡無線電發現無人回應。誰知，剛逃出社區的五名狼族暴徒闖進來搶房車，最後集體被瑞克以步槍一掃而空。瑞克從他們身上帶的物品得知他們剛打劫過社區，同時發現房車嚴重受損而無法發動，而行屍群體這時將房車包圍。                                                       |             |                              |                 |                                                               |                |                       |
| 71 | 4           | 這裡不是這裡 Here's Not Here | 史蒂芬·威廉斯   | 史考特·M·金普                                                 | 2015年11月1日  | 13.34                 |
| 先前還處在創傷階段的摩根，自從住處被燒毀後來到野外生存，殺死自己遇到的任何人或行屍，包括一對父子。他經過一個林中小屋時執意要進去，卻搶先被屋主打昏並關押在牢房中。屋主伊斯特曼身為犯罪心理學家，業餘愛好就是去練習合氣道棍術以及做起司。在摩根一心求死下，伊斯特曼教導他“生命都寶貴”。摩根自從閱讀他的一本關於心平氣和的書後漸漸走出陰影，一次營救伊斯特曼養的母羊後得到他的信任，並從他的身上學會合氣道棍術。但後來，先前被摩根殺死的兒子變成行屍向他走過來，摩根在愣住下迫使伊斯特曼被咬傷。摩根在深感愧疚之下在森林裡放過一對路過的夫婦，回到小屋時發現母羊早已被吃掉，而伊斯特曼供述這間牢房曾經關著殺死他妻小、最後被自己活活餓死的重刑殺人犯，導致自己因為走過同樣的路，才發現永不殺生才能得到平静。伊斯特曼臨死前，摩根親自終結他的生命後埋葬，收拾東西離開小屋後，回到森林乃至看到終點站的路牌。現今，摩根對被俘的狼族領袖歐文講述自己的這段“重生”經歷，本意是希望他能在聽完故事後他能像自己一樣改變天性。但歐文卻聲言自己如果撐得下去就會殺光他們，作為他遵守的道義。摩根於是將他繼續關押在地下室，剛出來就聽見大門外傳來瑞克的呼喊聲。                                                               |             |                              |                 |                                                               |                |                       |
| 72 | 5           | 此時此刻 Now                 | 艾維·尤比恩     | 克里·瑞德                                                     | 2015年11月8日  | 12.44                 |
| 瑞克在精疲力竭下全速跑回社區，但也順勢將為數幾百的屍群引到自家門口。所有人加固鐵牆後暫告安全，亞倫坦誠這場災難是自己弄丟背包的失誤所造成，部分居民為此開始互相推卸責任，甚至開始慢慢產生無政府狀態。瑪姬打算自行出去尋找至今生死不明的葛倫，亞倫為了贖罪而決定和她一同前去，兩人本打算利用下水道繞過門外的行屍，誰知下水道出入口早已被行屍群堵死。瑪姬於是開始怪罪自己沒有跟葛倫一起執行任務，原因只是因為她已經懷孕，而亞倫也只能抱著安慰她。卡爾打算出去外面尋找失蹤的伊妮德時，榮恩說會將事情告訴瑞克才打消卡爾的念頭，而榮恩隨後找上瑞克打算練習射擊，聲言自己是為了要保護家人。這時，一個女居民因為心生恐懼而割腕自殺，淪為行屍後被潔西終結屍態，潔西也以此點醒所有圍觀者，如不想辦法反擊就只有死路一條。當晚，狄安娜獨自在外面散步時，被一個漏網而屍變的狼族暴徒襲擊，迫使瑞克出面救下她。狄安娜自知自己已經沒資格領導，於是將安全區的領導權正式讓給瑞克。瑞克在不久後去探望潔西，向她發誓他們還會有未來之後，正式與她深吻。最後，狄安娜來到大門口對門外吼叫的行屍拍門宣洩時，並未發覺旁邊的鐵牆已經開始慢慢滲血和破裂。                                                                                 |             |                              |                 |                                                               |                |                       |
| 73 | 6           | 罪責難逃 Always Accountable  | 傑佛瑞·F·詹紐瑞 | 海瑟·貝爾森                                                   | 2015年11月15日 | 12.87                 |
| 戴瑞、亞伯拉罕和莎夏三人將主幹道上的行屍群引導至十五英里以外之後開始遠離，經過一個小鎮時卻遭到一夥不明車隊的攻擊，戴瑞獨自騎到一片燒焦的樹林，卻不慎被隱藏在森林中的一男兩女打昏劫為人質。當中的男子誤以為戴瑞是不明車隊的一員而將他扣押，戴瑞與他們度過一晚上之後，在第二天他們動身去一個石油工廠跟夥伴回合時趁機逃跑。戴瑞帶著他們的包逃走後發現包裏裝著胰島素，於是決定回去找他們，並幫助他們趕跑前來追捕他們的車隊人馬。同時，亞伯拉罕和莎夏來到小鎮上時藏在一棟辦公樓，兩個人也借此機會討論各自過去的行為，莎夏也因此總結出所有人都要為自己的行為負責。亞伯拉罕於是來到附近的橋上找到一個軍事紮營點，並獲取軍隊專用的火箭炮，回去後對莎夏表明自己已經找到存活意義，並且開始與她調情。戴瑞與三位倖存者來到一間小屋時，其中一個女倖存者由於誤觸昏倒的行屍而被咬破臉致死，當戴瑞幫助他們埋葬之後原本打算招募他們，誰知男子突然決定背叛戴瑞，搶走他的弩弓和摩托車後溜之大吉。當他們離開後，戴瑞發動一輛汽油卡車來到小鎮上接回亞伯拉罕和莎夏，在回去的路上試圖用無線電聯絡瑞克，卻隱隱約約聽到一段“救命”的喊声。                                                                                               |             |                              |                 |                                                               |                |                       |
| 74 | 7           | 抬頭看 Heads Up              | 大衛·鮑伊德     | 查寧·鮑威爾                                                   | 2015年11月22日 | 13.22                 |
| 葛倫先前受舉槍自盡的尼古拉斯牽連而雙雙跌進屍群中，然而已故尼古拉斯的遺體剛好為葛倫形成肉盾，使葛倫趁機爬入垃圾箱底部而逃過一劫。度過一晚後，葛倫在隔天清晨確認行屍全部離開時，爬出去抬頭看見躲在屋頂的伊妮德。伊妮德給他扔一瓶水後獨自跑開，而葛倫打算先撤回安全區，還是跑回去費一番心機才說服伊妮德跟自己一起回去。在安全區，瑞克得知一開始在半路上攔截自己的狼族暴徒們全部都是被摩根放走、導致他無法開房車將行屍群引走而與卡蘿和米瓊恩坐下來與他會談，但摩根還是選擇堅守自己的理念。同時，蘿西塔開始對尤金和其他安全區居民們教學如何自保時，瑞克和卡爾也在教榮恩怎麼使用槍械，但榮恩卻趁人不注意時溜進武器庫偷走部分子彈，之後就偷偷跟在卡爾的後面。史賓瑟試圖利用爬繩子出去打算開車引走行屍時，還是在繩子斷掉的情況下爬回去，最後還是在瑞克等人的幫助下獲救。卡蘿此時發現摩根帶著丹妮絲進去地下室時，推測出他關押著一個暴徒而打算去找他對峙。此時，葛倫和伊妮德放出幾個氣球而發出信號，就在瑪姬和所有人抬頭看到一線希望時；在一瞬間，被貨車撞毀的教堂鐘樓在嚴重受損下，倒下來砸毀安全區的圍牆…… |             |                              |                 |                                                               |                |                       |
| 75 | 8           | 從始至終 Start to Finish     | 麥可·E·薩崔斯密 | 麥修·尼格特                                                   | 2015年11月29日 | 13.98                 |
| 鐘樓倒塌砸毀圍墻的一瞬間，行屍群體開始湧入安全區，尤金拿著無線電喊一聲“救命”後，被塔拉和蘿西塔一起救進房子中。瑞克、卡爾、米瓊恩和蓋布里帶著受傷的狄安娜，進入潔西的房子中避難時，發現狄安娜已經被行屍咬到腹部。這時，榮恩因為恐懼而情緒開始不穩定，拿起手槍企圖襲擊卡爾，而他們倆的打鬥也不慎將行屍引進車庫中。兩人回到客廳，卡爾幫助榮恩圓謊後，第一時間沒收他的手槍，但行屍闖進了房子中迫使所有人躲到二樓。在走投無路下，瑞克搬來兩個死行屍，將所有人披上塗滿行屍血液內臟的床單打算蒙混出去。與此同時，摩根將卡蘿救進地下室後，卡蘿心生疑竇而直接跑進地下二樓，發現丹妮絲正在治療歐文，於是在無法接受下開始與摩根搏鬥，但歐文卻趁機挾持丹妮絲逃跑。在外圍，葛倫和伊妮德攜手合作，爬到樹上看見了躲在鐵牆哨站上的瑪姬。當瑞克等人做好準備後，狄安娜自覺時日無多，將遺願交給瑞克和米瓊恩後，英勇地衝進行屍群中作最後一搏、壯烈犧牲，而瑞克等人也慢慢走進行屍群中。另一方面，戴瑞、莎夏和亞伯拉罕在開卡車往回趕的路上，一夥騎摩托車的土匪擋住去路，土匪的領隊站出來對他們三人聲言「你們所有的財物，現在全部屬於尼根！」                                                                                         |             |                              |                 |                                                               |                |                       |
| 76 | 9           | 無處可逃 No Way Out          | 葛雷格·尼可泰羅 | 賽斯·霍夫曼                                                   | 2016年2月14日  | 13.74                 |
| 面對土匪威脅要謀財害命時，戴瑞找時機發射車上的一枚火箭炮炸死所有土匪。在社區，歐文挾持丹妮絲計畫突圍時，不慎被行屍咬傷手，還被站在二樓的卡蘿射中兩槍，但臨死的歐文卻犧牲自己挽救丹妮絲一命。瑞克讓蓋博瑞帶茱蒂絲躲回教堂，他和其他人繼續前進尋找車輛，但山姆行進時由於恐懼而傻站在原地大哭，遭行屍察覺後被當場吃掉；潔西在慘叫之下也引來更多行屍，在瑞克的面前被行屍吞噬。瑞克忍痛砍掉潔西的手使其放開卡爾，而榮恩霎那間精神崩潰，再次舉起槍對著他們父子，直到被米瓊恩刺死後一同被吃掉。然而，榮恩手中的槍意外走火打掉卡爾的右眼，瑞克抱著卡爾沖進醫務室，讓獲救的丹妮絲治療他。失去潔西的瑞克由於深受打擊，獨自拿斧頭沖出去一夫當關、砍殺面前所有行屍，此舉動不但迫使米瓊恩、亞倫、希斯加入戰爭，甚至激勵所有鎮民的鬥志，而所有人在同一時刻手持武器走出來捍衛家園。葛倫和伊妮德合作營救瑪姬，戴瑞、莎夏和亞伯拉罕也及時趕回來，戴瑞於是往社區的池塘中澆汽油、發射火箭炮點燃大火而讓所有行屍自行走過去葬身火海。清晨，齊心協力的居民們一舉消滅所有行屍，被昨晚一幕震驚的瑞克，陪伴得救的卡爾時也從此改變想法，開始對這個家園的未來充滿希望。                                                                   |             |                              |                 |                                                               |                |                       |
| 77 | 10          | 新世界 The Next World        | 卡莉·史考格蘭德 | 安潔拉·姜 & 克里·瑞德                                         | 2016年2月21日  | 13.48                 |
| 行屍一戰過去兩個月，一切恢復往日的安寧，鎮民們紀念死者後開始家園重建與擴建工作。一天，瑞克和戴瑞一同開車出去尋找物資時，好不容易找到一輛滿載食物補給的卡車。但期間，一位名叫保羅·羅維亞、自稱「耶穌」的男子突然出現，以矯健的身手多次試圖搶走他們的貨車，而兩方在一場互不謙讓的爭鬥下，最終使得卡車沉入河中，但耶穌卻在關鍵一刻救下戴瑞一命。回到安全區，失去一隻眼的卡爾在日漸康復下開始下床走動，和伊妮德一起來到外圍樹林一起閱讀漫畫時，順勢將已屍變的狄安娜引到史賓瑟和米瓊恩那邊。當史賓瑟找到屍變的母親時，只能和米瓊恩一起忍痛終結母親後將她入土為安。瑞克和戴瑞合力將昏迷的耶穌帶回安全區，讓丹妮絲治療他後將他關在地下室，打算第二天審問他。夜晚時，已經肌膚相親的瑞克與米瓊恩一同睡在床上時，輕易解開繩結的耶穌突然來到兩人面前，說自己打算和他們談一談。 |             |                              |                 |                                                               |                |                       |
| 78 | 11          | 解開繩結 Knots Untie         | 麥可·E·薩崔斯密 | 麥修·尼格特 & 查寧·鮑威爾                                     | 2016年2月28日  | 12.79                 |
| 耶穌對瑞克等人介紹說自己是另外一個聚落的搜資者，工作還包括招募外面的新成員，因此打算和瑞克的安全區貿易。於是，瑞克決定帶隊前往耶穌的家園去觀摩一下，但在開車前往的過程中找到一部分耶穌的成員們的車禍殘骸。瑞克冒險進去營救被困在建築中的人們，裏面的人包括一名叫哈蘭·卡森的婦產科醫師，而葛倫也因此為瑪姬肚子裏的孩子看到希望。不久後，眾人首次蒞臨「山頂寨」（Hilltop Colony）：一個中世紀風格的小社區，圍繞著木牆、牧場、拖車、包括一間名為「巴靈頓府」的大豪宅。瑞克等人走進豪宅中會面山頂寨的領袖葛雷格里，打算和他做一筆用武器來換取食物的交易時，一個三人小隊突然從任務中歸來，領隊伊森為了贖回被敵方挾持的弟弟而試圖刺殺葛雷格里，但瑞克在出手相救下將伊森一刀刺死。之後，耶穌才交代出他們其實一直以來都被一夥自稱「救世軍」的團夥脅迫，並在敵方領袖尼根的暴力對待下只能乖乖就範。戴瑞和亞伯拉罕因為之前和救世軍有過交手，由此提議讓他們來對付尼根，瑪姬也利用此條件來說服負傷的葛雷格里達成協議。瑞克一行人離開時得到山頂寨的一半物資，瑪姬和葛倫也在哈蘭的幫助下拍一張超聲波照片；但期間，亞伯拉罕卻泥足深陷於蘿西塔與莎夏的三角關係之間捉摸不定。                                                                  |             |                              |                 |                                                               |                |                       |
| 79 | 12          | 未到明天 Not Tomorrow Yet    | 葛雷格·尼可泰羅 | 賽斯·霍夫曼                                                   | 2016年3月6日   | 12.82                 |
| 迎接新生活的卡蘿烤好餅乾挨家挨戶發給所有居民，基於愧疚而在山姆的墓前也放一塊。瑞克一行人回來後召集所有人來到教堂開會討論，表決是否對救世軍先發制人，而現場除了摩根以外，所有人一致決定在隔天進攻。當晚，所有人都為接下來的突襲提心吊膽，卡蘿與托賓之間開始產生情愫，而亞伯拉罕忍痛與蘿西塔分手去追隨新的感情。隔天早上，瑞克率軍出發剿匪，透過和救世軍交涉過的山頂寨居民安迪描繪的據點平面圖，瑞克準備一個酷似葛雷格里的行屍頭後等到深夜進攻。安迪來到救世軍位於衛星發射基地的據點外，拿出假頭換回被挾持的同伴。瑞克則是領軍潛入內部，將所有熟睡中的敵軍一個一個暗殺，而從來沒有殺過人的葛倫和希斯，這次被迫跨越底線刺殺幾個敵軍。亞伯拉罕和莎夏在搜索途中不慎暴露，在警報拉響下，內部出現大型槍戰，而耶穌將同僚安頓好後進去和他們一同作戰。清晨，衛星站中的二十餘名救世軍全部遭殲滅，塔拉和希斯在任務結束後，開一輛房車踏上尋找物資的旅程。其他人來到外面清點人數時，戴瑞抓到一個打算騎摩托車逃跑的士兵，並發現他所騎的就是自己當初在森林裏被搶走的摩托車，於是立刻逼問他摩托車從何來。突然間，一個女人用無線電來告知瑞克等人，說她已經抓獲卡蘿和瑪姬，打算和他們做人質交換。                                 |             |                              |                 |                                                               |                |                       |
| 80 | 13          | 同舟共濟 The Same Boat       | 比利·吉爾哈特   | 安潔拉·姜                                                     | 2016年3月13日  | 12.53                 |
| 當瑞克等人進攻救世軍據點的時候，在外看守的卡蘿與瑪姬剛好被救世軍的一個小隊抓獲，女隊長寶拉用無線電回應瑞克等人，打算用卡蘿與瑪姬來換回被瑞克挾持的同伴普利莫。寶拉和自己的隊員們蜜雪兒、莫莉與手臂被打傷的唐尼，將卡蘿與瑪姬帶到最近的倉庫中關押，發現我方的人數與軍火量處於劣勢，於是呼叫增援部隊前來支援。期間，唐尼因為情緒失控而被寶拉活活打死，蜜雪兒負責審問瑪姬，而被單獨囚禁的卡蘿決定上演苦肉計來找時機逃脫，並趁無人看守她時暗中掙脫後救了瑪姬。兩人齊心協力用唐尼屍變的遺體設陷阱殺死莫莉，卡蘿一槍射殺米雪兒，往外跑卻發現出口已經被寶拉用行屍陷阱堵死。全軍覆沒的寶拉開始追殺她們倆，卡蘿因為在她身上看到過去自己的影子，本來想打算說服她一走了之。但寶拉還是執迷不悟下選擇偷襲卡蘿，最後自食其果中自己的陷阱，被行屍慢慢咬破臉頰而死。不久，救世軍的增援部隊趕到，卡蘿利用無線電引導他們走進陷阱後，倒油點火將他們活活燒死在裏面，而瑪姬在離開前一刀刺死屍變的寶拉。她們倆出去時剛好和趕到的瑞克等人團圓，瑞克則讓孤立無援的普利莫交代摩托車與尼根的事情，但普利莫卻依然大言不慚、寧死不屈，瑞克於是在卡蘿目睹之下一槍處決他。                                                                   |             |                              |                 |                                                               |                |                       |
| 81 | 14          | 兩倍距離 Twice as Far        | 阿爾瑞克·萊利   | 麥修·尼格特                                                   | 2016年3月20日  | 12.69                 |
| 亞伯拉罕與尤金找到一座鋼鐵廠打算尋找彈藥時，尤金執意要靠自己來解決一隻行屍，卻因為該行屍頭部被凝固的鐵水覆蓋而變得極難處理，最後被行屍壓制後還是迫使亞伯拉罕救他。尤金對此不滿下發誓自己已經不再需要他的幫忙後，亞伯拉罕於是丟下他離去。與此同時，戴瑞、蘿西塔陪著丹妮絲來到藥店找藥，三個人在回去的路上為了省時間，決定從一條鐵路直接回去。在回去的路上，丹妮絲因為執意要拿到一輛車中冰櫃裏的汽水送給塔拉，冒險與鎖在車中的一隻行屍搏鬥，也迫使戴瑞與蘿西塔救她。當丹妮絲開始辯解自己的行為時，一支箭突然射過來貫穿她的右眼使她當場喪命，而一夥救世軍帶著被劫為人質的尤金來到他們倆面前。戴瑞突然發現團夥的隊長，就是當初在森林裏搶走自己所有物品的男子；男子自我介紹名為德懷特，左半臉出現明顯燒傷痕跡，戴瑞發現他的武器就是自己被他搶走的弩弓時，開始怪罪自己當初沒有痛下殺手。尤金突然發難咬住德懷特的褲襠，躲在暗處的亞伯拉罕亦隨即開火，與戴瑞、蘿西塔一同擊退救世軍。德懷特下令撤退，戴瑞撿回自己的弩弓後，一同將受傷的尤金帶回去治療，之後便安葬丹妮絲。就在此時，卡蘿突然陷在殺人內疚感中無法自拔，給托賓寫一封告別信後，趁人不注意時偷偷離開家園。                                                   |             |                              |                 |                                                               |                |                       |
| 82 | 15          | 東方 East                    | 麥可·E·薩崔斯密 | 劇本創作 ：史考特·M·金普 & 查寧·鮑威爾 故事構思 ：查寧·鮑威爾 | 2016年3月27日  | 12.38                 |
| 安全區因為救世軍再現而進入緊急封鎖狀態，不告而別的卡蘿在離開的路上遇到一夥救世軍士兵，下車後得知他們已經在前往安全區的路上。卡蘿於是再次靠苦肉計、暗中掏槍殺光他們，最後因為汽車拋錨而決定步行，然而團夥中唯一倖存的士兵羅曼開始跟在她的後面。當瑞克得知卡蘿跑路的事情後，與摩根一起開車出去尋找她，來到事發現場後跟著地上的血跡走。兩人跟到一個農場後望見一名穿著防暴服、拿著山頂寨出產的長矛的倖存者，瑞克剛想一槍阻止他逃跑，摩根卻再次制止他。瑞克為此質問摩根為何跟自己理念不合，摩根於是如實講出自己當初囚禁狼族領袖歐文的事情，認為他死前挽救丹妮絲一命，就足以證明自己所信仰的生命輪迴之觀點。瑞克最後雖然釋懷這件事，但摩根認為自己已經與瑞克一方格格不入，於是跟瑞克在此分別，自己獨自去尋找卡蘿。與此同時，戴瑞因為無法忍受丹妮絲的死，自行跑出去尋找德懷特進行復仇，即使葛倫、米瓊恩和蘿西塔第一時間追上去勸阻他，戴瑞仍然決定一意孤行，蘿西塔最後也跟上去加入戴瑞的行列。之後，葛倫與米瓊恩在回去社區的路上，不巧被一群救世軍抓為人質。當戴瑞和蘿西塔躲在暗處安排救援時，早已尾隨他們的德懷特向戴瑞肩膀打中一槍，孤立無援的四人一瞬間淪為俘虜。                                                   |             |                              |                 |                                                               |                |                       |
| 83 | 16          | 命不久矣 Last Day on Earth   | 葛雷格·尼可泰羅 | 史考特·M·金普 & 麥修·尼格特                                   | 2016年4月3日   | 14.19                 |
| 摩根在附近小鎮上營救遭受羅曼追殺的卡蘿，動手殺死羅曼後發現卡蘿四肢中槍但還有救，迎面過來兩名騎著馬、手拿長矛、身穿防暴裝的倖存者，不知如何應對的摩根被迫向他們求助。在社區，剛剪短頭髮換新形象的瑪姬突發腹部劇痛而虛弱倒地，瑞克決定帶隊立即前往山頂寨將瑪姬送醫，但前進路上連續遭到救世軍設置的層層路障，領略到對方試圖將他們引至某個地方，還疑似挾持著失聯的米瓊恩一行人。由於狀況十萬火急，隊伍只能不停的繞路走，直到晚上都在森林裡兜圈子。瑞克在走投無路下決定靠步行，尤金自告奮勇開房車去引走敵人，所有人抬著擔架上的瑪姬試圖跑出。黑暗樹林中傳來多數口哨聲，一行人跑到一座空地後被幾十名救世軍重重包圍，發現他們還抓獲尤金。瑞克頭一次面臨前所未有的恐懼感後只能帶頭投降，所有人被迫跪下來排成一條縱隊，德懷特也將俘虜的戴瑞、米瓊恩、葛倫和蘿西塔帶進隊伍裡。這時，救世軍領袖尼根現身至所有人面前，為了懲罰瑞克連續殺害他的多數幹部，於是決定靠殺一儆百來作警告。尼根用“點兵點將”的方式選出瑞克縱隊中的其中一人作為犧牲者。他舉起自己手上的一支名為「露西爾」的鐵絲球棒，朝他挑選的犧牲者的頭直接打下去，瘋狂敲打直到頭被打爛，接踵而來的是旁人的尖叫聲……                                               |             |                              |                 |                                                               |                |                       |

## 製作
在2014年11月17日，AMC節目台宣佈續訂陰屍路第六季。 製作人史考特·金普說此季的一部分集數會繼續延續各個人物的心理變化和人物歷史回放。此季會有三集為90分鐘的播放時間，第六季的首播集、第四集與季終集。

## 評價
第六季獲得了良好評價，在爛番茄網站上獲得了78%的指數，平均分為7.4/10。而Metacritic給出了78/100的評分。好評主要集中於首播時的前幾集，而差評主要集中於葛倫在第三集“詐死”的片段，引起部分評論家的兩極化爭議。而差評最多的季終集，在爛番茄上僅僅只有47%的指數，評論主要批評該集的敘述、節奏、劇本都強差人意，尤其是最後結尾留下的“大懸念”。